# 戴宸
戴宸（1994年12月11日—），山东青岛人，中国青年男高音歌手，上海音乐学院声乐歌剧系在校生，为“上海音乐学院三大男高音”之一。

## 生平
2018年1月，出席欧洲青年歌剧节并参演上海音乐学院原创歌剧《汤显祖》。11月，获得上海音乐学院首届中国艺术歌曲国际声乐比赛铜奖。
2019年6月，以男高音演唱成员身份参加湖南卫视声乐节目《声入人心》第二季，最终成为年度首席成员。同年，他还先后出席《拜师声入人心》山东赛区决赛以及“青岛影响力——2019移动新媒体颁奖礼”。